# Sedes Muzgó – Live
Sedes Muzgó – Live – wspólny album zespołów: Sedes i Defekt Muzgó nagrany podczas koncertów w 1992. Wydany przez wydawnictwo Silverton w lutym 1993.

## Lista utworów
Źródło:.
1. „Chciałbym ci to dać” (Defekt Muzgó)
2. „Mamy dość” (Sedes)
3. „Kacza dupa” (Sedes)
4. „Ku Klux Klan” (Defekt Muzgó)
5. „Jesienny wiatr” (Sedes)
6. „La Bamba (Nie masz)” (Sedes)
7. „Helenka (Numer alkoholika o lękach)” (Sedes)
8. „Full” (Defekt Muzgó)
9. „Obrachunek” (Defekt Muzgó)
10. „Polityka” (Sedes)
11. „My Polacy” (Defekt Muzgó)
12. „Nuda” - Defekt Muzgó
13. „Zesrał się gołąbek” (Sedes)
14. „My ze spalonych (Nie słuchać Picka)” (Defekt Muzgó)
15. „Jolka” (Defekt Muzgó)
16. „Nie to” (Defekt Muzgó)
17. „Pokutujemy bo jedziemy (dżem)” (Sedes i Defekt Muzgó)

## Twórcy
Źródło:.
- Tomasz „Siwy” Wojnar – śpiew, gitara (Defekt Muzgó)
- Jan Siepiela – śpiew (Sedes)
- Dariusz „Para Wino” Paraszczuk – gitara basowa, śpiew (Sedes)
- Wojciech Maciejewski – gitara (Sedes)
- Dariusz „Picek” Pacek – gitara basowa, śpiew (Defekt Muzgó)
- Dariusz Wieczorek – perkusja (Sedes)
- Krzysztof „Heban” Migdał – perkusja (Defekt Muzgó)

Realizacja
- Piotr Sonnenberg – realizacja nagrań podczas koncertów
- Mirosław Madej – realizacja nagrań podczas koncertów
- Andrzej Prugar – mix w studiu Radia „Flash” w Gliwicach